# IPS PLIERS
株式会社IPS PLIERS（アイピーエスプライヤ）は、日本の工具メーカー。1940年に新潟県三条市にて創業し、見附市に本社を置く。
日本唯一のプライヤ専業メーカー。「IPS」ブランドでプライヤ・ウォーターポンププライヤなどを製造する。1988年には日本初の、掴むものをキズつけない「ソフトタッチシリーズ」を発売した。高品質なMADE IN JAPANを追求し、プライヤを通して「本当にいいものを日本に残す、世界に広める。』をビジョンとしている。

## 概要
1940年創業。創業者である五十嵐末一郎は元々新潟県で初めて作業工具を手がけたペンチメーカーの工場長であったが、独立して新潟県三条市に五十嵐製作所として創業。「恩師と同じ工具は造らない」と当時、日本では製造されていなかったプライヤを手掛けた。1958年に有限会社化。
2代目社長の五十嵐力のときに当時の車載工具として広く採用され、プライヤ製造メーカーの存在を確固たるものにした。1983年に株式会社化し、五十嵐プライヤーと社名を変更。当時はSTANLEY TOOLSやHarley-Davidsonなど、一流メーカーのOEMを手掛けながら、「IPS」ブランドを確立させていった。
1988年、『掴んだ物が傷つかない』ようにと、くわえ部に樹脂を取り付けたプライヤ「ソフトタッチコンビ」が、社団法人日本DIY協会主催の「JAPAN DIY HOMECENTER SHOW」における新商品アイディアコンクールで銅賞を受賞。以後、「ソフトタッチシリーズ」として11種類を展開。同社の看板商品となった。現在では様々なメーカーが同様の機能を持った工具を販売しているが、株式会社五十嵐プライヤーがその先駆けである。
他にも、先端を細く薄くして小さい物でもつかめるとともにカッタ部も取り付けた先細プライヤ、歯形の部分にゴムパットをつけるとともにウォーターポンププライヤーとして初めて切断機能を付けたゴムパット付きポンププライヤー、2005年にはクラフトブームに対応した「IPSクラフトツール」を開発。グリップに革を使用していることが特徴で、これも日本で最初の試みである。3代目社長の内山晃がケルンの展示会出張時にホテルで革グリップの釣り具（フライフィッシングの竿）の載った本を見て、工具に取り入れるアイデアが閃いたと語っていた。国内ワイヤーアートの第一人者とされる、作家の余合ナオミも自身が講師を務めるNHK「おしゃれ工房」（2003年8月25日放送予定）で使いたいと申し入れた。
4代目社長である内山航洋は、全国作業工具協同組合で初となるSDGsを宣言。2021年2月には応援購入サイトMakuakeにて「掴み心地に妥協なし」創業80年工具メーカーが手掛けるキャンプ工具「Campdrunk by IPS」を発表。目標に対して5,452％を達成。「モノ・マガジン」や「世田谷ベース」を代表した様々なメディアに取り上げられている。
2023年3月に発売した「ソフトタッチネオ」は同年のグッドデザイン賞を受賞。「専業メーカーの全てこだわりをこのプライヤーに凝縮し、美しく機能性が高い優れた逸品に仕上がっている。」と高く評価された。
現在では、IPSブランドで75種類以上のプライヤを製造している。高品質かつ高機能が特徴ある製品群は国内外のプロユーザーから高い評価、支持を得ている。

## 沿革
- 1940年 - 新潟県三条市島田に五十嵐製作所として創業
- 1958年 - 有限会社五十嵐製作所設立
- 1962年 - 株式会社五十嵐プライヤー製作所に改組。三条市直江町2丁目に工場新築移転、 設備の合理化と増産体制を図る。
- 1970年 - 熱処理工場を新築。同業4社の出資により協業組合設立
- 1972年 - アメリカのフェデラル規格に合格、米連邦政府一般調達局（GSA）へ納入開始
- 1973年 - 日本工場規格（JIS規格）表示許可工場となる。
- 1983年 - 工場新築し、全面移転（現本社・工場）自動合理化を図る。株式会社五十嵐プライヤーに社名変更
- 1988年 - 弊社商品「ソフトタッチシリーズ」が日本DIYショウ新商品アイディアコンクールにて銅賞を受賞
- 1991年 -「ソフトタッチワイド」が日本DIYショウ新商品ヒット商品コンクールにて銀賞を受賞
- 2001年 - 五十嵐力が取締役会長に、内山晃が代表取締役に就任
- 2002年 - ホビー向け新ブランド「IPS Craft」を設立
- 2021年
  - 1月 - 内山航洋が代表取締役に就任
  - 2月 - キャンプ工具ブランド「Campdrunk by IPS」を設立
- 2022年9月 - 株式会社IPS PLIERS（アイピーエス プライヤ）に社名変更
- 2023年10月 -「ソフトタッチネオ」がグッドデザイン賞を受賞

## 主な商品
- プライヤ
- ウォーターポンププライヤ
- 特殊形状プライヤ

## 産業財産権
調査日2012年3月24日 IPDL
- 特許権
- 実用新案権

実登3127980 ピンセット、実登3037398 ソケットレンチ、実登3031846 ウオーターポンププライヤー
- 意匠権

意匠登録1370408、意匠登録1370407
- 商標権 (Trademarks)

登録4749300 IPS